# 印旛沼
印旛沼（いんばぬま）は、千葉県北部の利根川下流南岸に位置する利根川水系の湖沼である。千葉県立印旛手賀自然公園に属する。
湖沼水質保全特別措置法に指定されており、疏水百選に選定されている。

## 地理
利根川下流右岸、下総台地の中央に位置し、印西市、佐倉市、成田市、八千代市、栄町の4市1町に跨る。もともとは "W" 字型のより大きい沼（面積25.8平方キロメートル、深さ1.8メートル、周囲60キロメートルの規模）であったが、戦後の干拓によって2つの細い水路でつながった北部調節池（北印旛沼）と西部調節池（西印旛沼）に水域が分かれ、面積は半分以下に減少している。しかし、それでも湖沼としては千葉県内最大の面積となる。
沼の南側沿岸には京成本線が走り、佐倉市街地も近い。東側には成田ニュータウンがあり、北西には千葉ニュータウンがある。また、成田スカイアクセスおよび北千葉道路が北印旛沼を横断する。
流域面積は487.18平方キロメートルであり、東京都市圏や成田都市圏に位置するため流域人口は過密で、72.7万人に達する。日本で3番目に流域人口が多く、これは流域面積が広大な琵琶湖（流域面積8240平方キロメートル）や、霞ヶ浦（流域面積2156.7平方キロメートル）に次ぐ。
通常、印旛沼の水は北印旛沼から長門川を下って利根川へ合流する。しかし、印旛沼自身の増水（内水）や利根川洪水（外水）での逆流入が起こるとそれまでの流出方向とは変わり、西印旛沼から印旛放水路（新川・花見川）を伝って東京湾へと排水される。

### 流入・流出河川

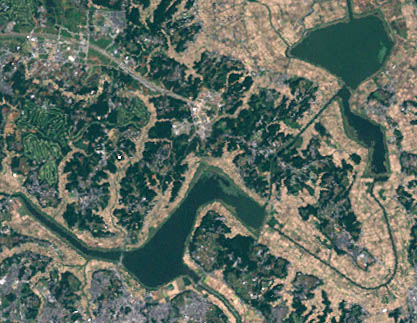
衛星写真

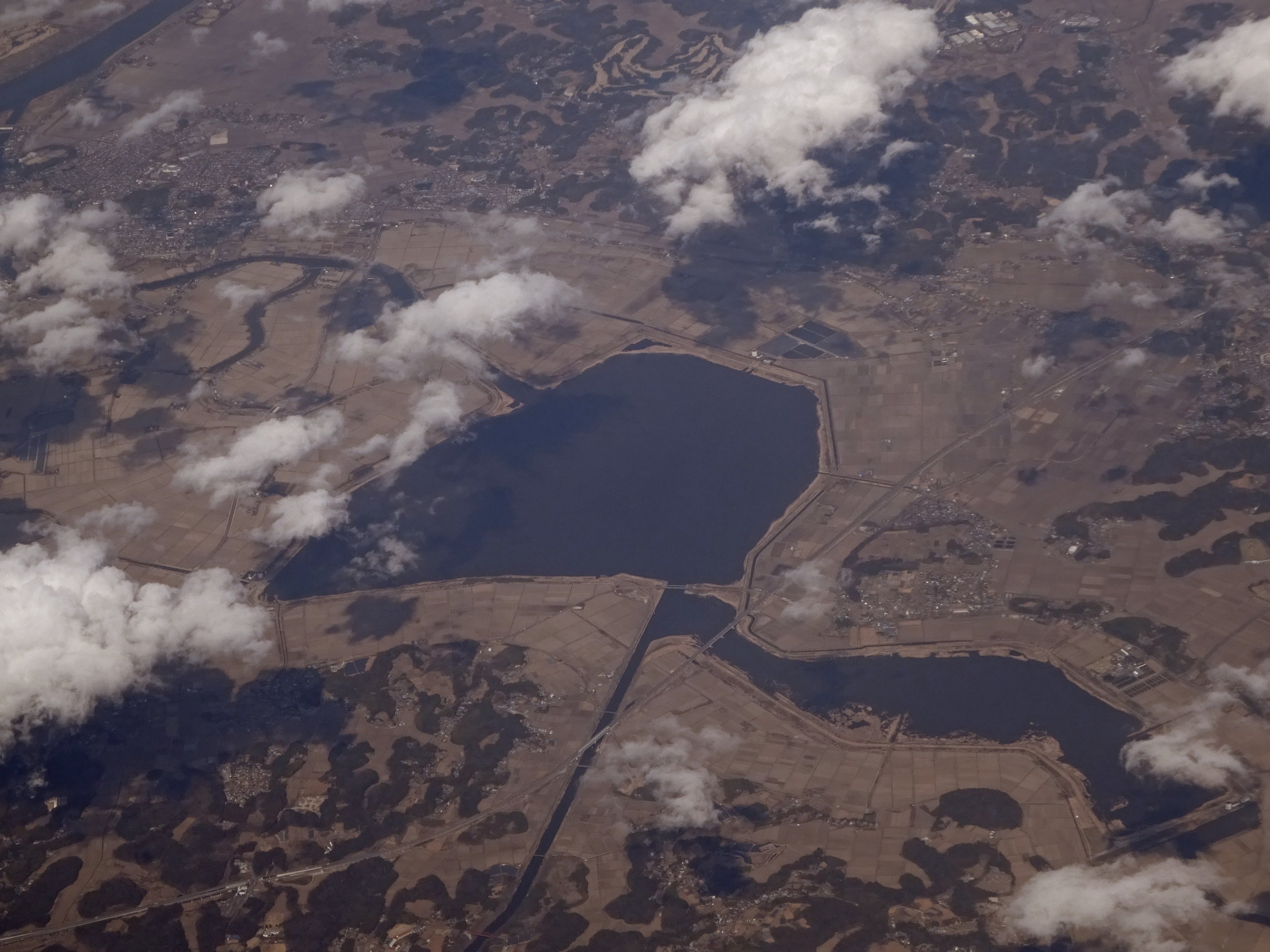
北印旛沼を空撮（2023年）

全て利根川水系に属する。
- 北印旛沼
  - 江川
  - 物木集水路
  - 松虫川
  - 長門川（流出）
  - 旧長門川（流出）
- 印旛捷水路（中央排水路）
  - 中川
- 西印旛沼
  - 印旛放水路（新川）
  - 岩戸集水路
  - 手繰川
  - 師戸川
  - 鹿島川 - 最大の流入河川

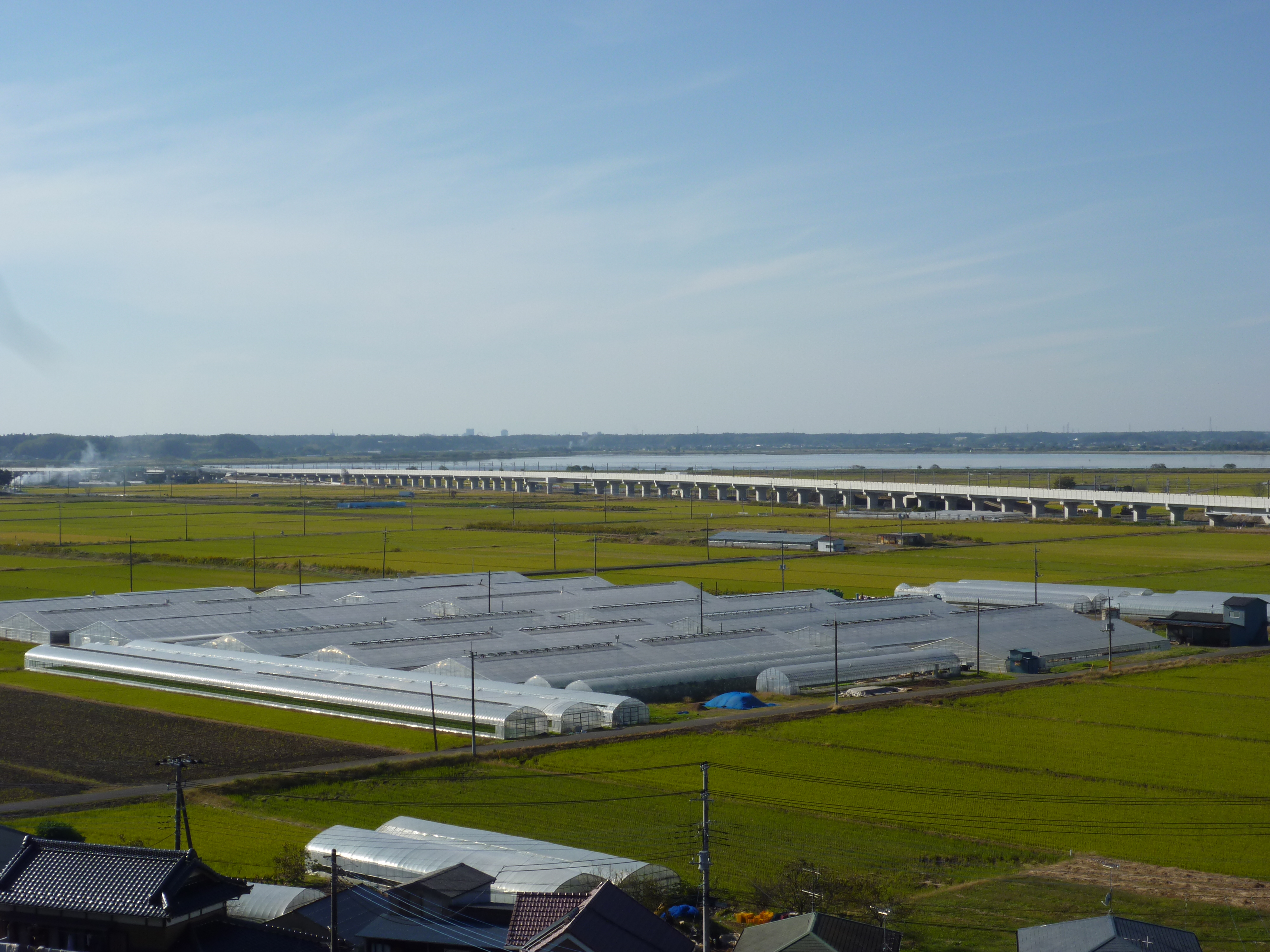
北印旛沼（手前を走る高架橋は成田スカイアクセス）
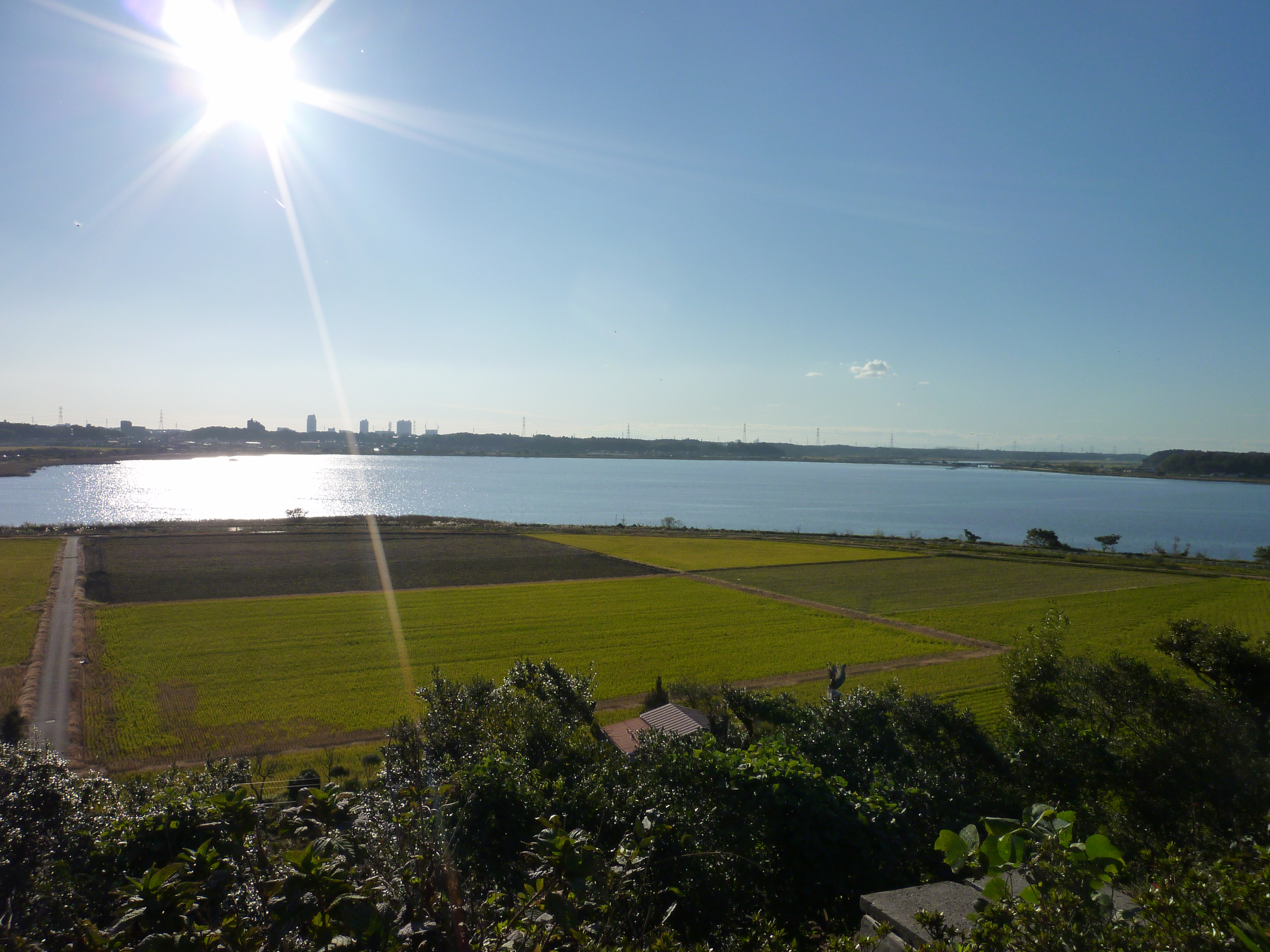
西印旛沼（印旛沼サンセットヒルズより）

## 歴史
印旛沼は、およそ2万年前、海面が著しく低下していた際に形成された下総台地の侵食谷が起源で、縄文海進時には地盤沈降により溺れ谷となり香取海（古鬼怒湾）と呼ばれた海の一部であった。奈良時代頃には香取海の海退とともに、鬼怒川から洪水によって運搬された土砂が沼へ向って流れ込むなどして（三角州の形成が認められる）、次第に出口がせき止められ沼が形成された。
江戸時代に入って、江戸の町を利根川の氾濫による水害から守るため行われた利根川東遷事業によって利根川の下流となり、周辺の村々は水害により大きな被害を受けるようになった。このため沼の水を現在の東京湾へ流すという掘割工事と、あわせて当時人口が激増していた江戸の町の食料事情もあって干拓事業（新田開発）が行われた。享保9年（1724年）、平戸村（現在の八千代市平戸）の染谷源右衛門が着手したが失敗。次に、天明年間（1781年 - 1789年）老中田沼意次の時に計画され、工程の3分の2まで進捗したが天明6年（1786年）7月の大洪水と、田沼の失脚により中断された。
江戸後期には老中水野忠邦による天保の改革の一環として開削事業が企図され、幕府財政基盤の再建を目標とした改革後半の天保14年（1843年）には勘定奉行の鳥居耀蔵を責任者として沼津藩、庄内藩、鳥取藩、秋月藩、上総貝淵藩の5藩に御手伝普請が命じられ、印旛沼から江戸湾に水路を開削する印旛沼堀割工事が行われた。この工事の背景には水害対策や新田開発や水運航路の開発など経済的な事情のほか、外国の軍船に江戸湾口を封鎖された場合に、江戸へどのように物資を供給するかという、対外危機への意識の高まりもあった。つまり、那珂湊－利根川－印旛沼－検見川－江戸という新しい水路の建設である。印旛沼の開発は各藩の多大な財政負担により進捗せず、天保の改革も上知令の頓挫による水野の罷免により中止され、印旛沼開発も弘化元年（1844年）6月に中止となり、江戸期における工事はいずれも成功しなかった。
ちなみに水野失脚のころ、沼では謎の怪獣事件が発生したと噂される。
明治以降も織田完之による印旛沼干拓計画や、昭和放水路計画など、印旛沼の開発計画は次々と立てられたが、当初の治水・干拓を目的とした開発は、京葉工業地帯の造成と人口の増加に伴って利水を目的としたものへと変貌していく。印旛放水路（新川・花見川）が完成するのは1960年代末である。
1969年（昭和44年）、水資源公団の開発により、沼中央部に面積 13.9平方キロメートルの中央干拓地が造成され、約26平方キロメートルあった沼の面積は2分の1以下に縮小している。
1994年（平成6年）11月25日、公益財団法人印旛沼環境基金は設立10周年記念式典で印旛沼憲章を制定した。

## 利用
印旛沼は、周囲の農業用水、京葉工業地帯への工業用水、千葉市・習志野市・船橋市の飲料用水として供給されているほか、内水面漁業も行われ、コイやフナなどが漁獲されている（2002年（平成14年）の漁獲量は577t）。

### 観光
付近一帯は、県立自然公園（印旛手賀自然公園）に指定されており、サイクリングロードや遊歩道が整備されている。また、西印旛沼にあたる佐倉市「ふるさと広場」には湖畔にオランダ風の風車があるほか、周辺はシーズンになるとチューリップやコスモスなどの花畑としても整備されている。
その他、湖畔ではハスやアサザなどの水生植物を見る事もできる。

### 花火大会
1978年（昭和53年）より、西印旛沼湖畔では例年8月に千葉県内でも有数の花火大会（佐倉・国際印旛沼花火大会）が催され、30万人を超す観客を集めてきたが、2005年（平成17年）からは中止となった。しかし市民からの花火大会再開の要望も多く、2007年に「佐倉市民花火大会」として再開した。
また、2006年（平成18年）からは北印旛沼・成田市側でも「NARITA花火大会in印旛沼」が開催されている。

### 周辺施設

#### 佐倉市
- 佐倉ふるさと広場
- 印旛沼サンセットヒルズ（オートキャンプ＆テニス場）
- 佐倉市野鳥の森
- 佐倉草ぶえの丘
  - 佐倉草ぶえの丘バラ園
- 国立歴史民俗博物館
- 佐倉城址公園（佐倉城）

#### 印西市
- 千葉県立印旛沼公園（師戸城跡）
- 双子公園（印旛沼自転車道山田休憩所）
- 市井橋

#### 成田市
- 宗吾霊堂
- 麻賀多神社
- 甚兵衛公園（甚兵衛渡し）

#### 栄町
- 千葉県立房総のむら

## 水質
1960年代以降、流域人口の増加に伴い印旛沼の水質指標は悪化し、水質汚染は全国有数のレベルとなる。1980年代までの印旛沼は北部よりも西部のほうが水質が悪く、西部では1984年（昭和59年）に COD 年平均が過去最悪の13 mg/Lを記録するが、下水道整備などの対策の結果 1990年（平成2年）ごろには 8 mg/Lほどまで改善する。一方、北部の水質汚染はゆるやかに進み、1990年（平成2年）ごろには西部と同じレベルに達する。
その後は、西部、北部ともに再び水質が悪化し、1994年（平成6年）には北部で COD 年平均の過去最悪タイ 13 mg/Lを記録してしまう。現在では多少は改善しているものの、環境省の定める環境基準（3 mg/L）に満たず、依然として COD 年平均は10 mg/L前後である。2017年（平成29年）は、伊豆沼と同等である11 mg/Lを記録している。
| 年（元号）             | H8   | H9   | H10  | H11  | H12  | H13 | H14 | H15 | H16 | H17 | H18 | H19 | H20 | H21 | H22 | H23 | H24 |
| ---------------------- | ---- | ---- | ---- | ---- | ---- | --- | --- | --- | --- | --- | --- | --- | --- | --- | --- | --- | --- |
| 上水道取水口（佐倉市） | 11.0 | 11.0 | 10.0 | 12.0 | 10.0 | 9.5 | 9.1 | 8.6 | 9.4 | 8.1 | 8.6 | 11  | 8.5 | 8.6 | 8.9 | 11  | 11  |
| 北印旛沼中央           | 9.5  | 10.0 | 12.0 | 11.0 | 10.0 | 9.4 | 8.8 | 9.0 | 9.4 | 9.8 | 9.2 | 11  |     |     |     |     |     |

- 環境省の定める環境基準は3 mg/L。

| 年（元号）             | H8  | H9  | H10 | H11 | H12 | H13 | H14 | H15 | H16 | H17 | H18 | H19 |
| ---------------------- | --- | --- | --- | --- | --- | --- | --- | --- | --- | --- | --- | --- |
| 上水道取水口（佐倉市） | 1.7 | 1.8 | 1.9 | 1.9 | 2.2 | 2.4 | 2.2 | 3.0 | 3.1 | 2.9 | 3.0 | 2.4 |
| 北印旛沼中央           | 1.1 | 1.4 | 1.5 | 1.5 | 1.4 | 1.6 | 1.4 | 1.6 | 2.3 | 1.8 | 2.0 | 1.6 |

- 環境省の定める環境基準では0.4 mg/L。

| 年（元号）             | H8    | H9    | H10   | H11   | H12   | H13   | H14   | H15   | H16   | H17   | H18   | H19   |
| ---------------------- | ----- | ----- | ----- | ----- | ----- | ----- | ----- | ----- | ----- | ----- | ----- | ----- |
| 上水道取水口（佐倉市） | 0.15  | 0.13  | 0.13  | 0.14  | 0.12  | 0.11  | 0.11  | 0.12  | 0.13  | 0.11  | 0.12  | 0.14  |
| 北印旛沼中央           | 0.100 | 0.099 | 0.110 | 0.110 | 0.100 | 0.086 | 0.085 | 0.091 | 0.110 | 0.095 | 0.096 | 0.120 |

- 環境省の定める環境基準では0.03 mg/L。

### 外来種
ペットとして日本に持ち込まれたカミツキガメが逃げ出して野生化した結果、2017年現在の印旛沼では1万6千匹が生息していると推定されている。また、アメリカナマズやブルーギルと言った外来魚も確認されている。

## その他
佐倉市出身のロックバンド、BUMP OF CHICKEN の楽曲、『続・くだらない唄』（『THE LIVING DEAD』収録）は、印旛沼をモチーフにして作られたと言われている。